# Talidomid
Talidomid är en läkemedelssubstans som i slutet av 1950-talet utvecklades av det tyska läkemedelsföretaget Grünenthal. Preparat innehållande talidomid fick olika varumärken, i ursprungslandet marknadsfördes det som Contergan. I Storbritannien såldes läkemedlet av Distillers (Biochemicals) Ltd under namnet Distaval från april 1958 till 1961. I Sverige tillverkades talidomid av Astra under varumärket Neurosedyn. Medicinen, som marknadsfördes som ett ofarligt sömnmedel särskilt lämpligt för gravida kvinnor, visade sig sedan ge extremt allvarliga biverkningar i form av fosterskador. Neurosedynskandalen orsakade mer än 10 000 missbildade barn i 46 länder.
Fosterskadorna, som visade sig i form av avsaknad eller kraftig deformation av extremiteter (armar och ben inklusive händer och fötter) och ibland även skador på ögon, öron samt inre organ, drabbade främst de foster vars mammor intog preparatet en eller ett fåtal gånger under de tre-fyra första månaderna av graviditeten. En enda tablett intagen under denna period var tillräcklig för att orsaka dessa fosterskador. De kvinnor som åt tabletterna under en längre period drabbades istället (också) av missfall eller dödfödda barn. Talidomid anses därför vara skadligt för foster under hela graviditeten. Neurosedynskadorna visade på behovet av en kraftigt förbättrad läkemedelskontroll.    
Det systematiska namnet för talidomid är (RS)-2-(2,6-dioxopiperidin-3-yl)-1H-isoindol-1,3(2H)-dion. 
Biverkningarna orsakades av att det talidomid som användes var en blandning (racemat) av två spegelvända versioner (stereoisomerer) av samma molekyl, med lika mycket av både "höger"- och "vänster"-form ("R-form" och "S-form"). Många molekyler finns i två spegelvända versioner, men levande varelser använder i allmänhet bara den ena versionen. Ingen forskare har dock hittills lyckats visa exakt vad i läkemedlet som orsakar skadorna.
Substansen talidomid är åter intressant, nu mot cancerformen myelom och då som komplement till bland annat cytostatika, och som läkemedel mot lepra (spetälska). Det används även mot vissa AIDS-relaterade sjukdomar. Fallrapporter där talidomid använts med god effekt vid svårläkta sår i munhåla och mag-tarmkanalen finns.

## Farmakologi
Den lugnande (sederande) effekten av talidomid har associerats till R-formen och verkan på immunsystemet till S-formen. Flera liknande substanser är under utveckling.
Talidomid har i pulverform vit färg samt låg löslighet i vatten. Läkemedlet kan administreras peroralt, rektalt och på huden som gel. Rektal absorption är långsam och variabel. Intravenös beredning är möjlig men finns inte kommersiellt.
Hur mycket talidomid som absorberas och dess clearance är dosoberoende enligt vissa studier. Distributionsvolymen ökar med dosen. För enantiomererna är den i medel 55% för R-formen och 66% för S-formen. Talidomid utsöndras i sädesvätska i mätbara koncentrationer som varierar beroende på plasmakoncentrationen.

## Interaktioner
Farmakokinetiska interaktioner är på grund av otillräckliga studier inte kända, men kan finnas med läkemedel som är lugnande eller som påverkar immunsystemet.

## Metabolism
Substansen är på grund av instabilitet och kiral inversion mellan enantiomererna (dvs de två spegelbildsversionerna övergår till varandra) svårundersökt i kliniska prover. 
Talidomid tycks inte brytas ner i levern i någon större utsträckning och inte heller inducera metabolism av andra läkemedel. Substansen undergår istället icke-enzymatisk hydrolys i vätskor till olika nedbrytningsprodukter. Hydrolysen är temperatur- och pH-beroende. Den terminala halveringstiden är i medel 4,7 timmar för de två enantiomererna. 
Renalt clearance (hur snabbt ämnet filtreras ut av njurarna) för talidomid är 1,15 ml/min och mycket liten mängd modersubstans återfinns i urinen.

## Toxicitetochbiverkningar

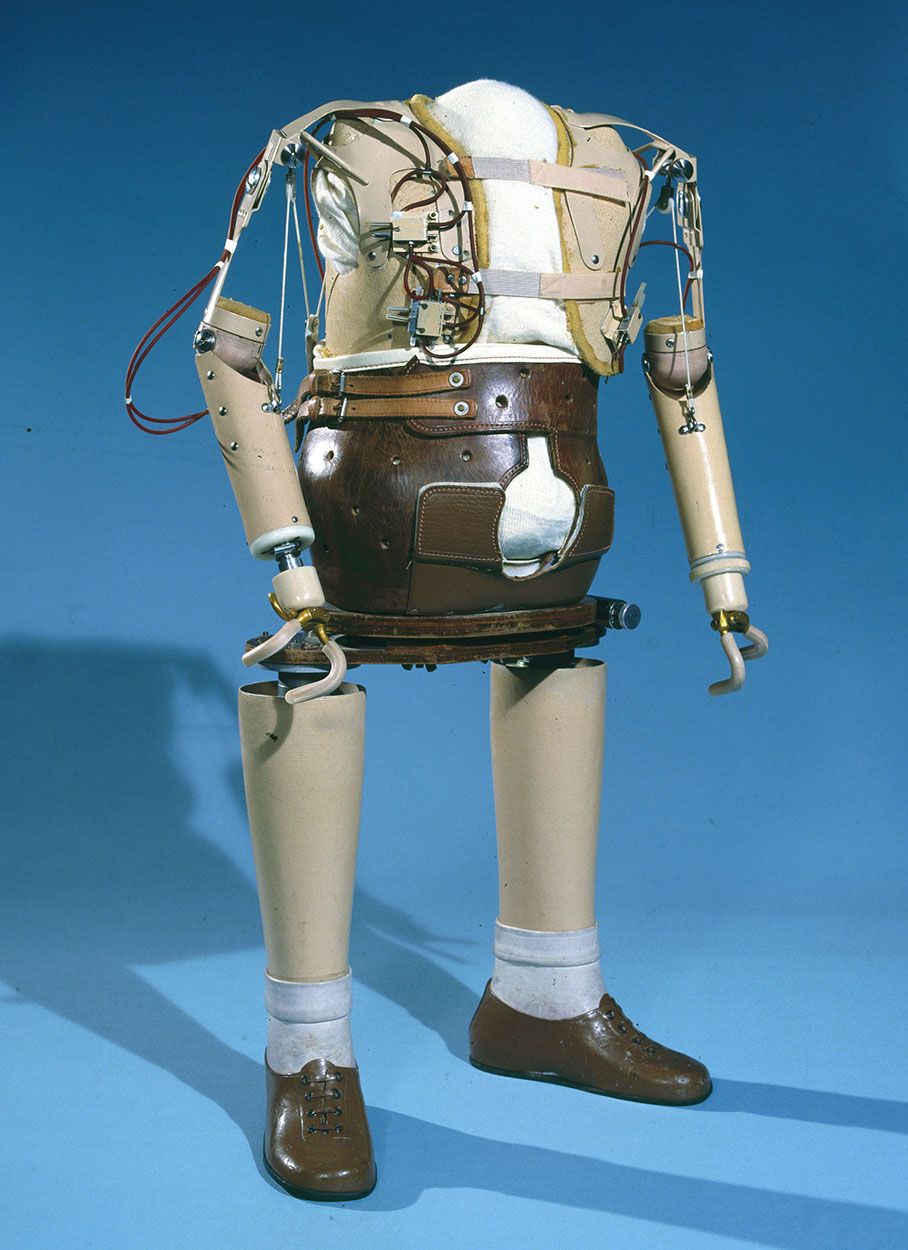
Dessa artificiella lemmar skapades under 1960-talet för de barn som drabbats av drogens biverkningar.

Den akuta toxiciteten är låg för talidomid. Toxicitetsstudier på lång sikt saknas. Extrem trötthet är dock en vanlig biverkan, vilket man löser genom intag av engångsdos till natten. I USA har man utarbetat speciella rutiner för övervakning av bland annat biverkningar och påverkan på fertilitet.
Talidomid kan redan i låg dos orsaka svåra missbildningar hos foster. Detta inträffar om kvinnan tar talidomid mellan dag 20 och 36 under graviditeten, detta är så tidigt att många kvinnor inte ens vet om att de är gravida då. Både män och kvinnor som behandlas med talidomid måste för säkerhets skull försäkra sig om att en graviditet inte kan ske, till exempel genom riktig användning av p-piller, kondom etc. Kvinnor ska dessutom före, under och efter behandling genomföra regelbundna graviditetstester.
Missbildningar i form av att armar och/ eller ben helt eller delvis saknas har beskrivits hos barn, vilkas mödrar behandlats med talidomid. Även missbildade händer och fötter, ögon- och öronskador och skador på de inre organen har rapporterats. Så lite som en kapsel som tas av en gravid kvinna kan orsaka allvarliga fosterskador. Då man inte känner till om läkemedlet överförs via bröstmjölk ska man inte heller amma under behandling.

## Effekt
Talidomid har flera skilda effekter. Från början marknadsfördes läkemedlet som lugnande, vilket är dess ena effekt och i dag ansedd som en bieffekt. Nu använder man dess hämmande effekt på sjukligt snabb nybildning av vävnad, vilket man vill uppnå vid till exempel tumörer. Dessutom påverkar det immunsystemet och är antiinflammatorisk.

## Talidomid i Sverige idag
Talidomid är registrerat som läkemedel i Sverige, och innan förskrivning går behandlande läkare och patienten genom ett formulär med information om potentiella biverkningar följt av att patienten samt läkare signerar ett samtyckesdokument. 
Patentet har gått ut och läkemedel med talidomid tillverkas i dag av bland andra Celgene i USA, Alan Pharmaceuticals i Storbritannien samt flera läkemedelsbolag i Brasilien.